# Hans-Dieter Brüchert
Hans-Dieter Brüchert (Jarmen, 18 agosto 1952) è un ex lottatore tedesco, specializzato nella lotta libera.

## Palmarès

### Olimpiadi
- 1 medaglia:
  - 1 argento (Montréal 1976 nei -57 kg)

### Mondiali
- 1 medaglia:
  - 1 bronzo (Istanbul 1974 nei -57 kg)

### Europei
- 2 medaglie:
  - 1 argento (Madrid 1974 nei -57 kg)
  - 1 bronzo (Leningrado 1976 nei -57 kg)